# Rapska torta
Rapska torta – chorwackie ciasto w kształcie spirali, wywodzące się z wyspy Rab. Składa się z marcepanu, przypraw i likieru Maraschino. Według legendy ciasto zostało po raz pierwszy przygotowane w 1177 roku dla papieża Aleksandra III, który przybył wyspę, aby konsekrować tamtejszą Katedrę Wniebowzięcia Najświętszej Marii Panny. Tradycyjny przepis został ocalony od zapomnienia przez zakonnice z klasztoru świętego Antoniego oraz przez Benedyktynów. Według legendy obecnie właściwy przepis zna tylko kilka kobiet na wyspie.
Przygotowanie ciasta jest bardzo pracochłonne – w prawidłowej wersji potrzeba na to 3 dni. Jest też kosztowne – potrzeba na nie nawet kilograma migdałów, dlatego dawniej deserem tym mogli raczyć się tylko najzamożniejsi obywatele.